# Hamstringsmusklerna
Hamstringsmusklerna (latin: Musculus ischiocruralis) eller bakre lårbensmusklerna  är i mänsklig anatomi en muskelgrupp på baksidan av låret. Muskelgruppens biomekaniska syften är både att utföra knäflexion (böja knäleden) samt höftextension (sträcka höften). 

## Kriterier
De vanliga kriterierna för sanna hamstringmuskler är:
- Musklerna utför både höftextension samt knäflexion .
- Musklerna härstammar från sittbensknölen.
- Musklerna infäster antingen över knäleden, i skenbenet, eller i vadbenet.
- Musklerna innerveras av ischiasnervens tibiala gren.

Musklerna som uppfyller dessa kriterier och anses vara sanna hamstringmuskler är: 
- Biceps femoris caput longum (långa huvudet)
- Semitendinosus
- Semimembranosus

Andra muskler som ofta grupperas med hamstringmuskler är: 
- Biceps femoris caput breve (korta huvudet)  Utför knäflexion men inte höftextension, härstammar ej från sittbensknölen.
- Musculus adductor magnus (extensordelen) Utför både knäflexion och höftextension, härstammar från sittbensknölen men infäster i adductor tubercle.